# 波菲
波菲（義大利語：Pofi），是意大利弗罗西诺内省的一个市镇。总面积30.71平方公里，人口4455人，人口密度145.1人/平方公里（2009年）。ISTAT代码为060055。